# Иван Горинов
Иван Делчев Горинов е български офицер, генерал-майор от Държавна сигурност.

## Биография
Роден е на 12 март 1925 г. в Панагюрище. По време на Втората световна война е партизанин и политически затворник. След 9 септември 1944 г. влиза в редиците на МВР. Известно време е началник на Софийския затвор. В периода 1975 – 1990 г. е заместник-началник на Първо главно управление на Държавна сигурност. От 1977 г. е генерал-майор. Излиза в запаса през 1989 г. Умира на 5 февруари 2002 г. в София.